# Großröhrsdorf
Großröhrsdorf é uma cidade da Alemanha localizada no distrito de Bautzen, região administrativa de Dresden, estado da Saxônia.
É membro e sede do Verwaltungsgemeinschaft de Großröhrsdorf.